# Luigi Torelli

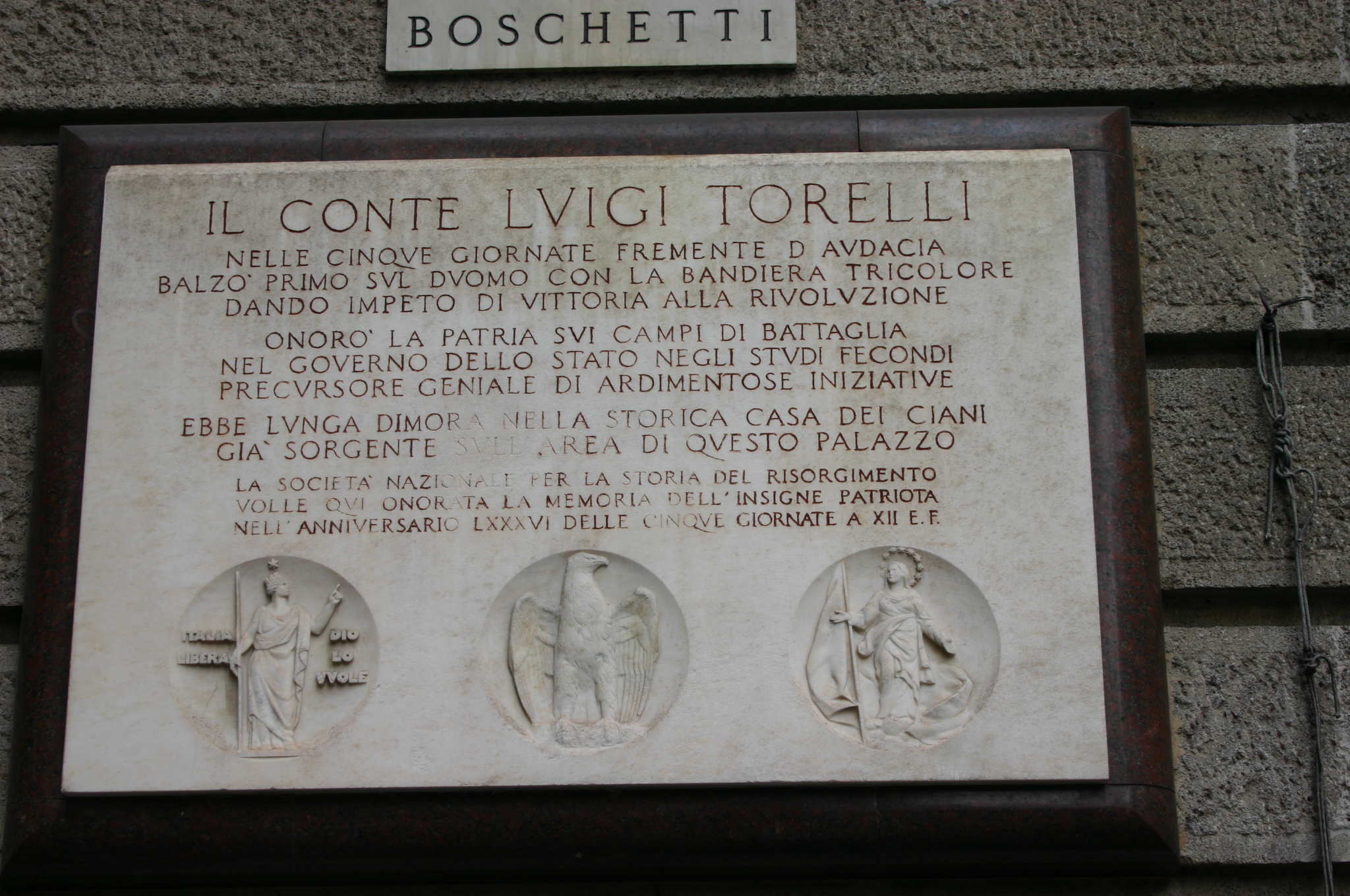
Gedenktafel für Luigi Torelli in Mailand

Graf Luigi Torelli (* 9. Februar 1810 in Villa di Tirano; † 14. November 1887 in Tirano) war ein italienischer Offizier, Präfekt und Politiker.

## Leben
Torelli studierte an der Universität Pavia Rechtswissenschaft. 1848 nahm er in Mailand an einem fünftägigen Volksaufstand gegen die Österreicher teil, die vorübergehend aus der Stadt vertrieben wurden. Torelli gelangte zu gewisser Berühmtheit, weil er als führendes Mitglied der Aufständischen die italienische Trikolore auf die Spitze des Mailänder Doms gesteckt hatte. Nach der Niederschlagung des Aufstandes ging er ins benachbarte Piemont und wurde dort 1849 Abgeordneter und daneben auch Offizier in der dortigen Armee. Als solcher nahm er 1849 und 1859 an den italienischen Einigungskriegen teil und erhielt mehrere hohe Auszeichnungen.
1860 wurde Torelli zum Senator ernannt und übernahm bis 1864 das Amt eines Präfekten in verschiedenen Provinzen. 1864 und 1865 gelang ihm als Minister für Landwirtschaft, Industrie und Handel der Ausbau von Handelsbeziehungen zu China. 1866 schlug er als Präfekt in Palermo einen Aufstand nieder, danach wurde er von 1867 bis 1872 Präfekt der Provinz Venedig. Torelli war seit 1853 auch Mitglied verschiedener Wirtschaftsverbände und wissenschaftlicher und sozialer Einrichtungen.
Die italienische Marine benannte später ein U-Boot nach ihm.